# Municipio de Richland (condado de Jefferson)
El municipio de Richland (en inglés: Richland Township) es un municipio ubicado en el condado de Jefferson en el estado estadounidense de Arkansas. En el año 2010 tenía una población de 381 habitantes y una densidad poblacional de 2,9 personas por km².

## Geografía
El municipio de Richland se encuentra ubicado en las coordenadas 34°8′26″N 91°47′44″O / 34.14056, -91.79556. Según la Oficina del Censo de los Estados Unidos, el municipio tiene una superficie total de 131.29 km², de la cual 125,32 km² corresponden a tierra firme y (4,55 %) 5,97 km² es agua.

## Demografía
Según el censo de 2010, había 381 personas residiendo en el municipio de Richland. La densidad de población era de 2,9 hab./km². De los 381 habitantes, el municipio de Richland estaba compuesto por el 29,66 % blancos, el 63,25 % eran afroamericanos, el 0,26 % eran amerindios, el 6,3 % eran de otras razas y el 0,52 % eran de una mezcla de razas. Del total de la población el 7,87 % eran hispanos o latinos de cualquier raza.